# Élections législatives de 2020 en Artsakh
Les élections législatives de 2020 en Artsakh ont lieu le 31 mars 2020 afin de renouveler les membres de l'Assemblée nationale de l'Artsakh, une république sécessionniste de l'Azerbaïdjan non reconnue par la majorité de la communauté internationale. Le premier tour d'une élection présidentielle est organisé simultanément.

## Contexte
L'Artsakh a déclaré unilatéralement son indépendance de l'Azerbaïdjan en 1991, mais seule l'Abkhazie, l'Ossétie du Sud-Alanie et la Transnistrie reconnaissent cette indépendance. 
Une nouvelle constitution approuvée par référendum en février de la même année renomme le pays, alors appelé Haut-Karabagh, en république d'Artsakh et instaure un régime présidentiel. Le poste de Premier ministre est ainsi supprimé et ses attributions transférées au président de la République. Le président Bako Sahakian est réélu par les députés pour un intérim de trois ans avant l'organisation pour la première fois simultané des scrutins présidentiels et législatives en 2020, pour lesquels Sahakian n'est pas candidat.

## Système électoral
L'Assemblée nationale se compose de 33 députés élus pour cinq ans au scrutin proportionnel plurinominal avec un seuil électoral de 5 %, dans une seule circonscription électorale recouvrant tout le pays.
Il s'agit des premières élections ayant lieu à la proportionnelle intégrale à la suite de la révision constitutionnelle et à la modification de la nouvelle loi électorale, qui fixe également le nouveau nombre de sièges à pourvoir. Les précédentes élections avaient lieu selon un mode de scrutin mixte, avec un tiers des sièges au scrutin majoritaire à un tour dans autant de circonscriptions électorales, et les deux tiers restants au scrutin proportionnel plurinominal entre les listes de candidats ayant remporté au moins 6 % des suffrages exprimés au niveau national pour les partis, et 8 % pour les coalitions de partis.

## Résultats
|                           |                                       |         |       |       |        |               |  |  |  |
| Parti                     | Parti                                 | Voix    | %     | +/-   | Sièges | +/-           |  |  |  |
|                           | Mère patrie libre                     | 30 015  | 40,80 | 6,55  | 16     | 1             |  |  |  |
|                           | Mère patrie unie                      | 17 683  | 24,04 | Nv    | 9      | 9             |  |  |  |
|                           | Justice de l'Artsakh                  | 5 867   | 7,98  | Nv    | 3      | 3             |  |  |  |
|                           | Fédération révolutionnaire arménienne | 4 758   | 6,47  | 12,34 | 3      | 4             |  |  |  |
|                           | Parti démocrate de l'Artsakh          | 4 314   | 5,86  | 13,24 | 2      | 4             |  |  |  |
|                           | Nouvelle alliance de l'Artsakh        | 3 385   | 4,60  | Nv    | 0      | en stagnation |  |  |  |
|                           | Renouveau national                    | 2 175   | 2,96  | 2,42  | 0      | en stagnation |  |  |  |
|                           | Parti conservateur                    | 2 156   | 2,93  | Nv    | 0      | en stagnation |  |  |  |
|                           | Parti révolutionnaire                 | 1 325   | 1,80  | Nv    | 0      | en stagnation |  |  |  |
|                           | Arménie unie                          | 930     | 1,26  | Nv    | 0      | en stagnation |  |  |  |
|                           | Génération de l'indépendance          | 551     | 0,75  | Nv    | 0      | en stagnation |  |  |  |
|                           | Parti communiste de l'Artsakh         | 102     | 0,55  | 1,10  | 0      | en stagnation |  |  |  |
|                           |                                       |         |       |       |        |               |  |  |  |
| Suffrages exprimés        | Suffrages exprimés                    | 73 561  | 96,82 |       |        |               |  |  |  |
| Votes blancs et invalides | Votes blancs et invalides             | 2 419   | 3,18  |       |        |               |  |  |  |
| Total                     | Total                                 | 75 980  | 100   | –     | 33     | en stagnation |  |  |  |
| Abstentions               | Abstentions                           | 28 886  | 27,55 |       |        |               |  |  |  |
| Inscrits / participation  | Inscrits / participation              | 104 866 | 72,45 |       |        |               |  |  |  |